# Extra (Album)
Extra ist ein Musikalbum von Peter Evans. Die vom 5. bis 7. August 2023 in den Namouche Studios in Lissabon entstandenen Aufnahmen erschienen am 25. Oktober 2024 auf We Jazz Records.

## Hintergrund
Der amerikanische Trompeter und Komponist Peter Evans arbeitete bei diesem Album mit zwei engen Kollegen zusammen – dem in Berlin lebenden schwedischen Kontrabassisten Petter Eldh (der mit Evans im Quartett Amok Amor spielte) und dem amerikanischen Schlagzeuger Jim Black (der auf Ghosts und Genesis, 2011 bzw. 2016, den Alben des Evans Quintet tätig war).

## Titelliste
- Peter Evans: Extra (We Jazz WJLP73)[1]

1. Freaks 04:53
2. In See 05:11
3. Boom 05:43
4. Nova 02:30
5. Movement 56 04:04
6. Underworld 06:35
7. Fully Born 02:58
8. The Lighthouse 01:47

## Rezeption
Zu Beginn des Albums fielen sie mit der Tür ins Haus, mit „Freaks“, dem „signature tune“ der Band, die man nicht anders als ein „Power Trio“ bezeichnen könne, schrieb Michael Rüsenberg (Jazz City). „Freaks“ verteile ein Ornette-Coleman-artiges Fanfaren-Thema auf mehrere Trompeten und gehe dann in einen Up-tempo-Swing über in der Anmutung, wie Evans und Eldh sie im Quartett Amok Amor vor ein paar Jahren inszeniert haben. Ohnehin lasse sich hier manches („In See“, „Boom“, „Underworld“) in einem weiteren Sinne als Jazzrock assoziieren; natürlich nicht dicht gespielt, sondern in Umspielungen, in Andeutungen. Der handwerkliche Standard des Trios sei, wie zu erwarten, immens. Insbesondere Peter Evans brilliere, wie zu erwarten, mit etlichen Kabinettstückchen. Insgesamt aber zeige Extra eher eine Art Jam-Band-Charakter und mache weniger den Eindruck einer vielleicht langfristigen Konzeption. Der Anteil an Postproduktion sei vergleichsweise gering, der Einsatz von Elektronik auch; das Album schließe mit einer kurzen Klangspielerei.
Extra klinge so, als hätten Evans und seine Mitstreiter Extravitamine zu sich genommen, um den eigenen Energiehaushalt noch etwas aufzupeppen, meinte Ssirus W. Pakzad in seiner Besprechung des Albums für Jazz thing: Sie spielten „mit jenseitiger Intensität. Sie swingen mörderisch, scheinen dann mit Wucht aus dem Morsealphabet zu zitieren. Ständig ändert sich die Gangart. Nie lässt sich voraussagen, was auf Extra als nächstes kommt. Mal sind es atmosphärisch-entrückte Stücke wie ‚Nova‘, mal futuristische elektronische Sounds wie auf ‚Movement 56‘, die das differenzierte, extrem dynamische und oft explosive Treiben des Trios kurz unterbrechen.“
Mit Petter Eldh, der sich hauptsächlich auf einen pulsierenden Kontrabass konzentriert, und Jim Blacks Schlagzeugspiel, das Standardmuster betont, ähnle „Extra“ eher einer zeitgenössischen Jazz-Session, als man es üblicherweise von Trompeter Peter Evans erwarten würde, meint Ken Waxman (JazzWord). Doch gerade weil die Darbietungen den erwarteten Beats und Melodien folgen, würde das Besondere darin liegen, wie die Triomitglieder dem Programm eine ausgeprägte Individualität verleihen. Weitere Sessions, die Evans‘ Blechbläser-Experimenten gewidmet waren, bestätigten seine Rolle als Entdecker und Innovator, der die Grenzen des Experimentierens auslotete. Doch „Extra“ verleihe diesem Ruf noch etwas mehr. Mit Eldh und Black – langjährige Weggefährten des Trompeters – würde diese reduzierte Bass- und Schlagzeugbegleitung Klänge erzeugen, die moderne Swing-Fans ebenso begeistern dürften wie diejenigen, die gerne musikalische Grenzen erweitern.